# باباتي
باباتي  هي بلدة في ولاية باباتي الحضرية [الإنجليزية] في إقليم مانيارا في تنزانيا. هي العاصمة الإدارية لولاية باباتي الحضرية وولاية باباتي الريفية وأيضًا العاصمة الإدارية لإقليم مانيارا.

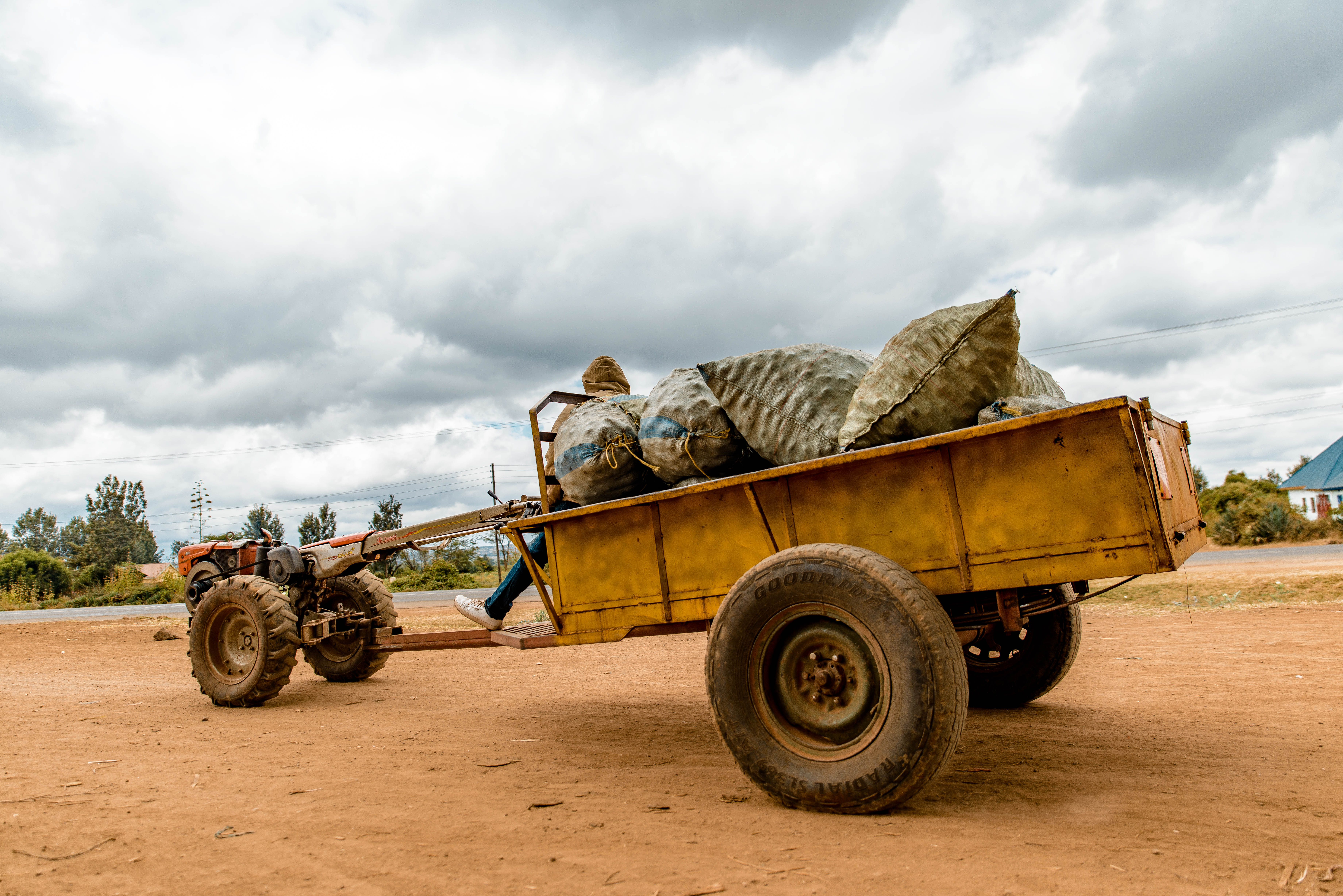
الجرار صُنع وعُدّل في باباتي.

تطورت بلدة باباتي من مجرد قرية منذ إنشاء ولاية باباتي في عام 1985. عزز الوضع الجديد للمدينة النمو السريع. تقع المدينة على ارتفاع 2,145 متر أو 7,037 قدم بالقرب من نهاية متنزه تارانغير الوطني [الإنجليزية] وقاعدة بحيرة باباتي أسفل جبل كواراها [الإنجليزية].

## التاريخ
تُروى القصة أن اسم المدينة نتج عن سوء فهم مشرف أعمال طرق ألماني لصبي من الغورووا. لم يفهم الصبي السؤال الذي طرحه الألماني حول اسم الموقع. وأشار إلى رجل كبير في السن وقال "بابا تي" ، وهذا يعني في لغته "هذا والدي". سجل الألماني اسم "باباتي" لأنه يعتقد أن هذا هو اسم البلدة.
يُزعم في كتاب Tanganyikan Guerilla: East African Campaign 1914-1918 ، أن ابن نابليون، الذي كان آنذاك عقيدًا في سلاح الفرسان البريطاني، مات ودُفن في باباتي.